# 円理 (僧)
円理（えんり、生没年不明）は、奈良時代の薬師寺僧。

## 来歴
和銅2年（709年）、天地院の供養の際に散花を務めた。

## 文献
- 日本古代人名辞典